# Villeneuve-de-Marsan
Villeneuve-de-Marsan is een gemeente in het Franse departement Landes (regio Nouvelle-Aquitaine). De plaats maakt deel uit van het arrondissement Mont-de-Marsan. Villeneuve-de-Marsan telde op 1 januari 2022 2.487 inwoners.

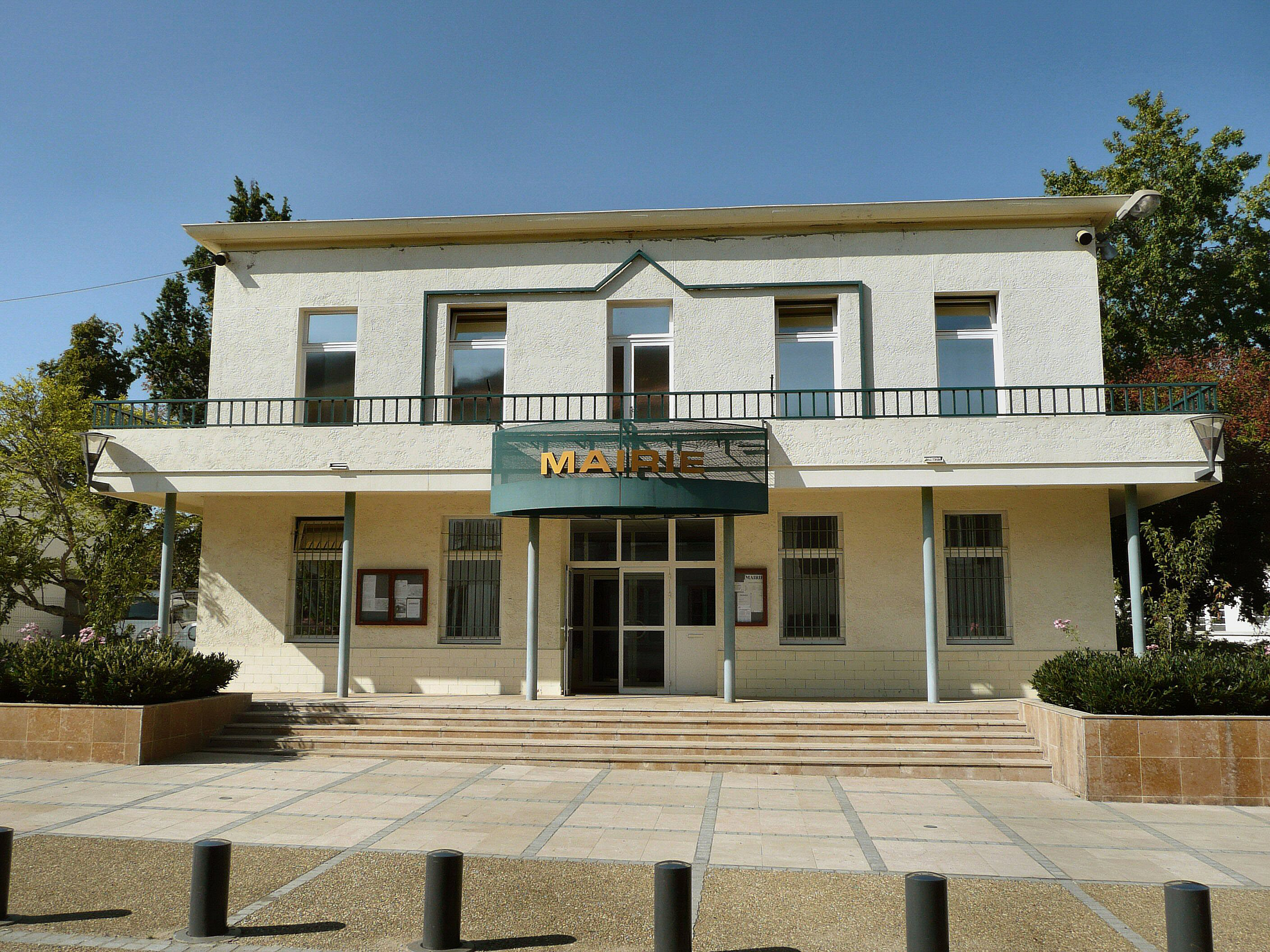
Gemeentehuis
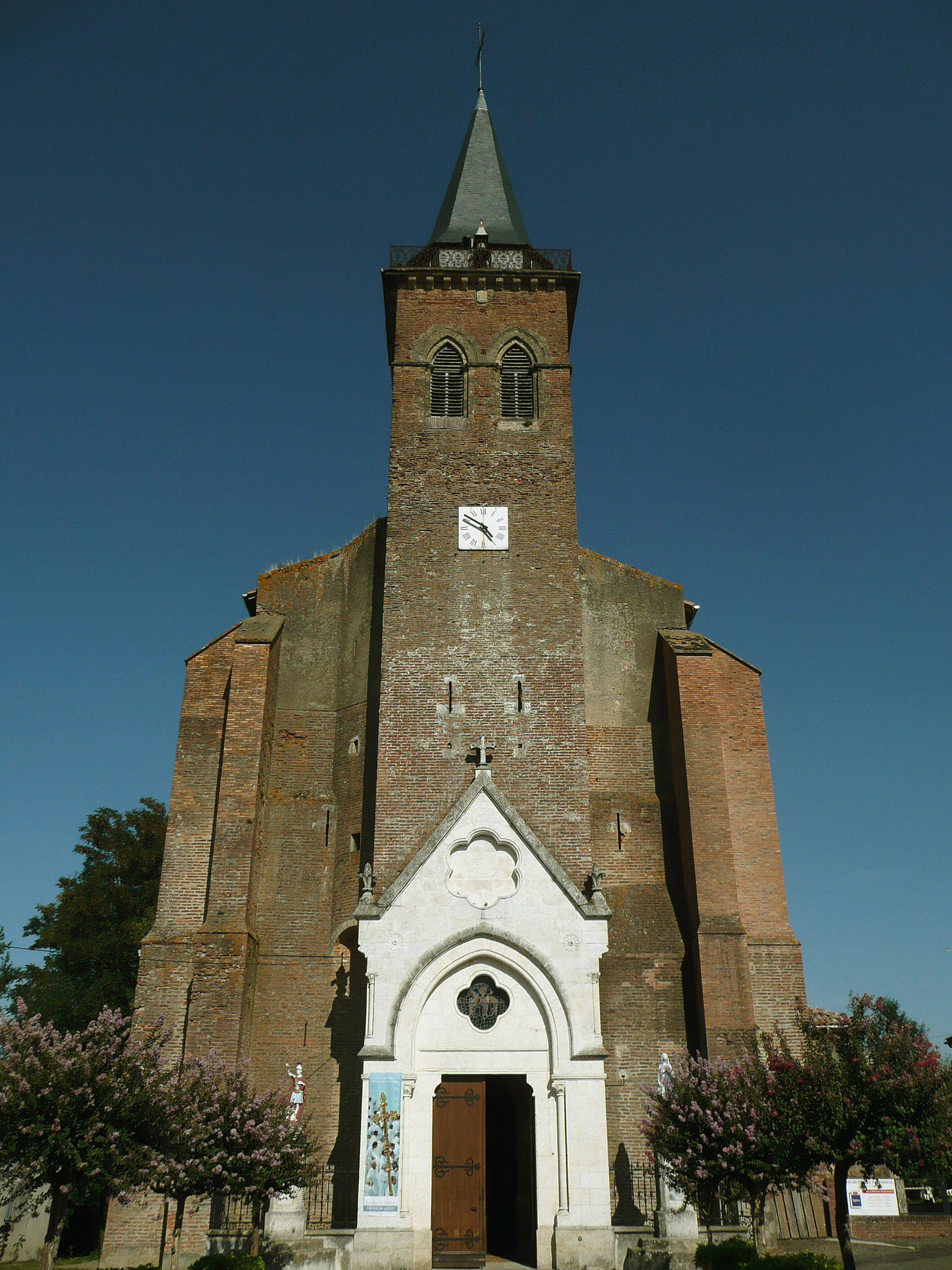
Kerk van St. Hippolyte

## Geografie
De oppervlakte van Villeneuve-de-Marsan bedroeg op 1 januari 2022 23,14 vierkante kilometer; de bevolkingsdichtheid was toen 107,5 inwoners per km².

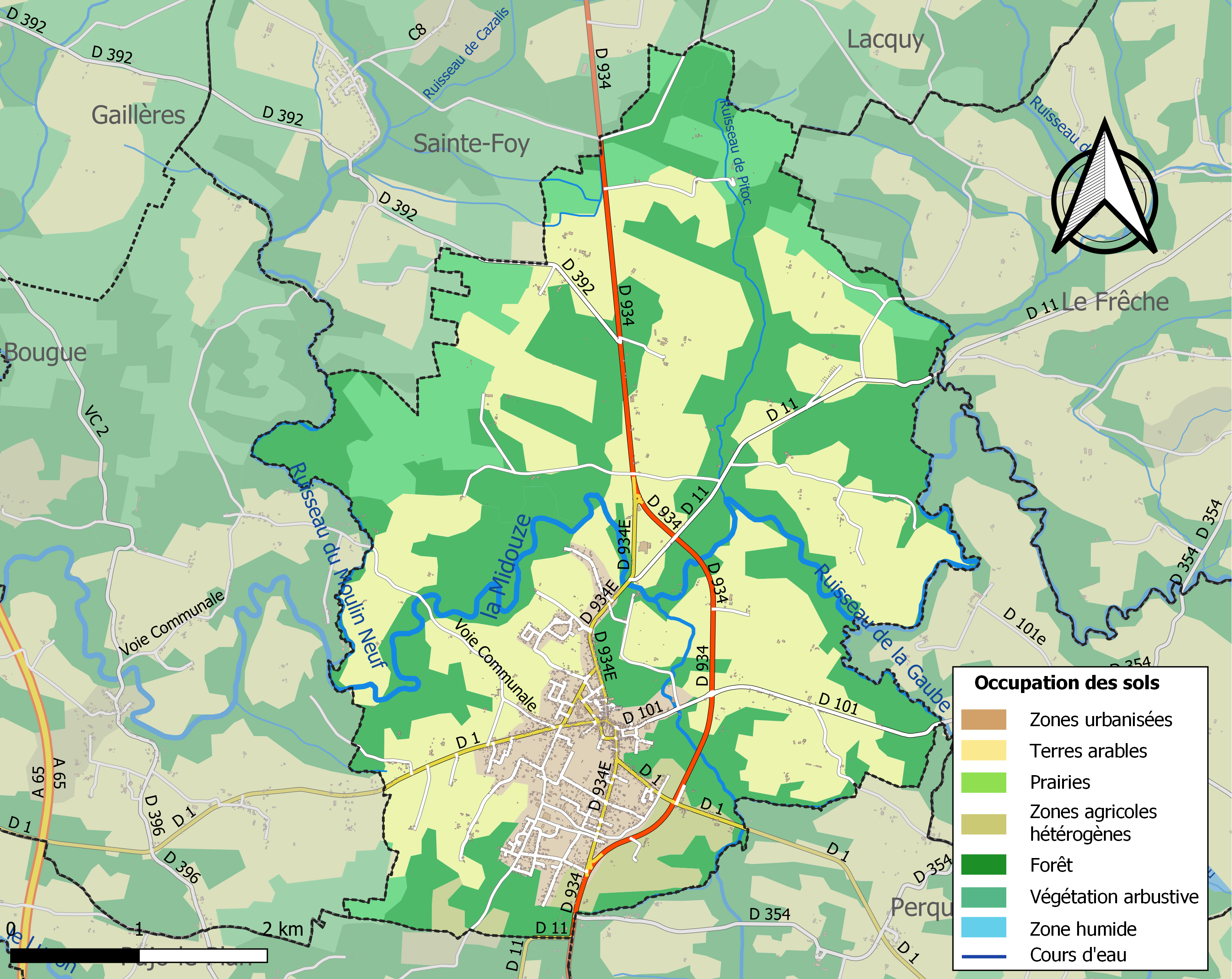
Kaart van de gemeente met de belangrijkste infrastructuur, bodemgebruik en omliggende gemeenten

## Demografie
Onderstaande figuur toont het verloop van het inwonertal (bron: INSEE-tellingen).